# لودویت اشتور
لودویت والیسلاو اشتور (به اسلواکیایی: Ľudovít Velislav Štúr؛ تلفظ اسلواکیایی: [ˈʎudovi:t ˈʃtu:r] ()؛ مجاری: Stur Lajos؛ ۲۸ اکتبر ۱۸۱۵ یوروِک، در نزدیکی بنوک ناد ببروو – ۱۲ ژانویه ۱۸۵۶، مدرا) که در دوران خود به نام لودویت اشتور شناخته شده یک زبان‌شناس، نویسنده، فیلسوف، شاعر، روزنامه‌نگار، ناشر، معلم، سیاستمدار و عضو پارلمان مجارستان اهل اسلواکی بود.

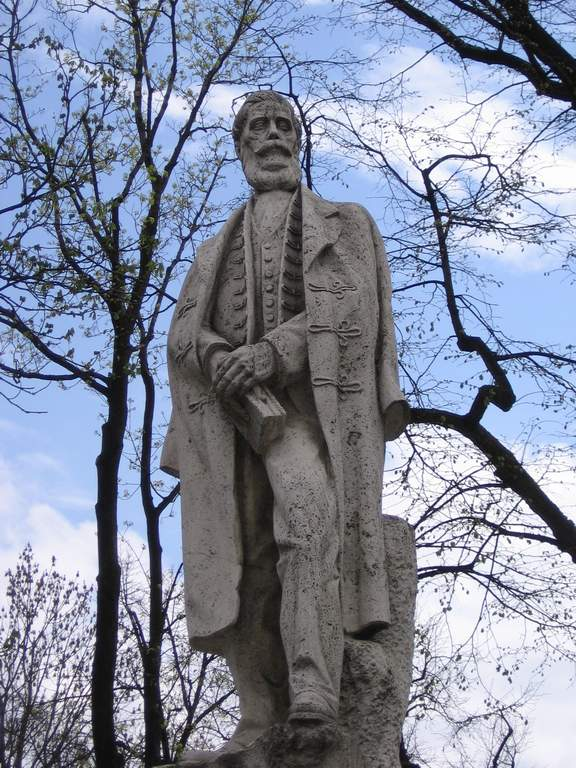
مجسمه یادبود لودویت اشتور در لوچا

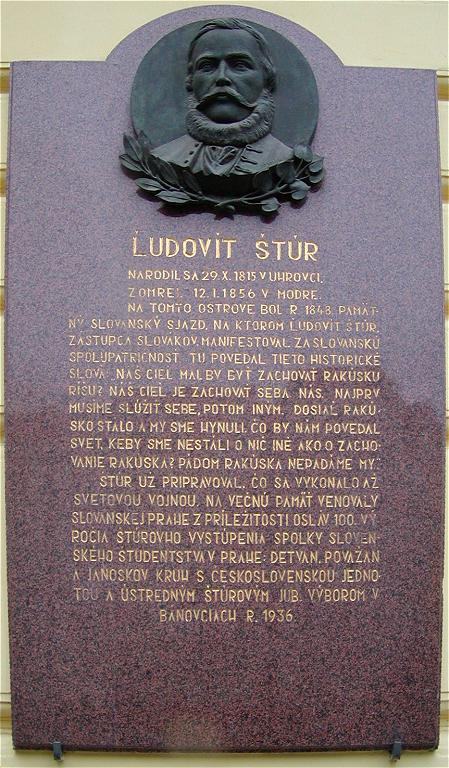
بنای تاریخی لودویت اشتور در پراگ

لودویت اشتور رهبر احیای ملی اسلواکی در قرن ۱۹ شناخته می‌شود. او مؤلف زبان معیار اسلواکیایی است که در نهایت منجر به زبان ادبی امروزی اسلواکی شد. اشتور یکی از سازمان‌دهندگان مبارزات سیاسی داوطلبان اسلواکی در طول انقلاب سال ۱۸۴۸ بود.